# La signorina dell'altro mondo
La signorina dell'altro mondo è un film muto italiano del 1920 diretto da Paolo Trinchera.